# Viburnum plicatum
Viburnum plicatum Thunb., 1794 è una pianta della famiglia delle Viburnacee.

## Distribuzione e habitat
La specie è diffusa in Cina, Giappone e Taiwan.